# 舞陽鋼鐵
河北钢铁集团舞阳钢铁有限责任公司，1970年由冶金工业部投资，於中國河南舞陽成立。1978年正式投产4300宽厚板轧机。公司主要從事鋼鐵業務，包括生产特宽特厚钢板、建筑结构用钢板等業務。1997年被邯鄲鋼鐵集團收購。
2008年，母公司與河北唐山的唐鋼合併成「河北鋼鐵集團」，成為中國最大、世界第五大鋼鐵公司。
河南省舞钢市得名于该公司。

## 連結
- 河北钢铁集团舞阳钢铁有限责任公司 （页面存档备份，存于）